# Thamnophilus amazonicus
El batará amazónico (en Colombia y Perú) o choca gorro gris (en Venezuela) (Thamnophilus amazonicus), es una especie de ave paseriforme perteneciente al numeroso género Thamnophilus de la familia Thamnophilidae. Es nativo de la región amazónica y del escudo guayanés en Sudamérica. 

## Distribución  y hábitat
Se distribuye en el centro, sur y este de Colombia, suroeste y extremo este de Venezuela, Guyana, Surinam, Guayana francesa, por casi toda la Amazonia brasileña, extremo este de Ecuador, este y sureste de Perú y norte de Bolivia. Ver detalles en Subespecies.
Esta especies es localmente bastante común en los estratos medio y bajo de bosques de várzea y bosques de suelo arenoso, generalmente en regiones de cursos de aguas obscuras, principalmente abajo de los 400 m de altitud.

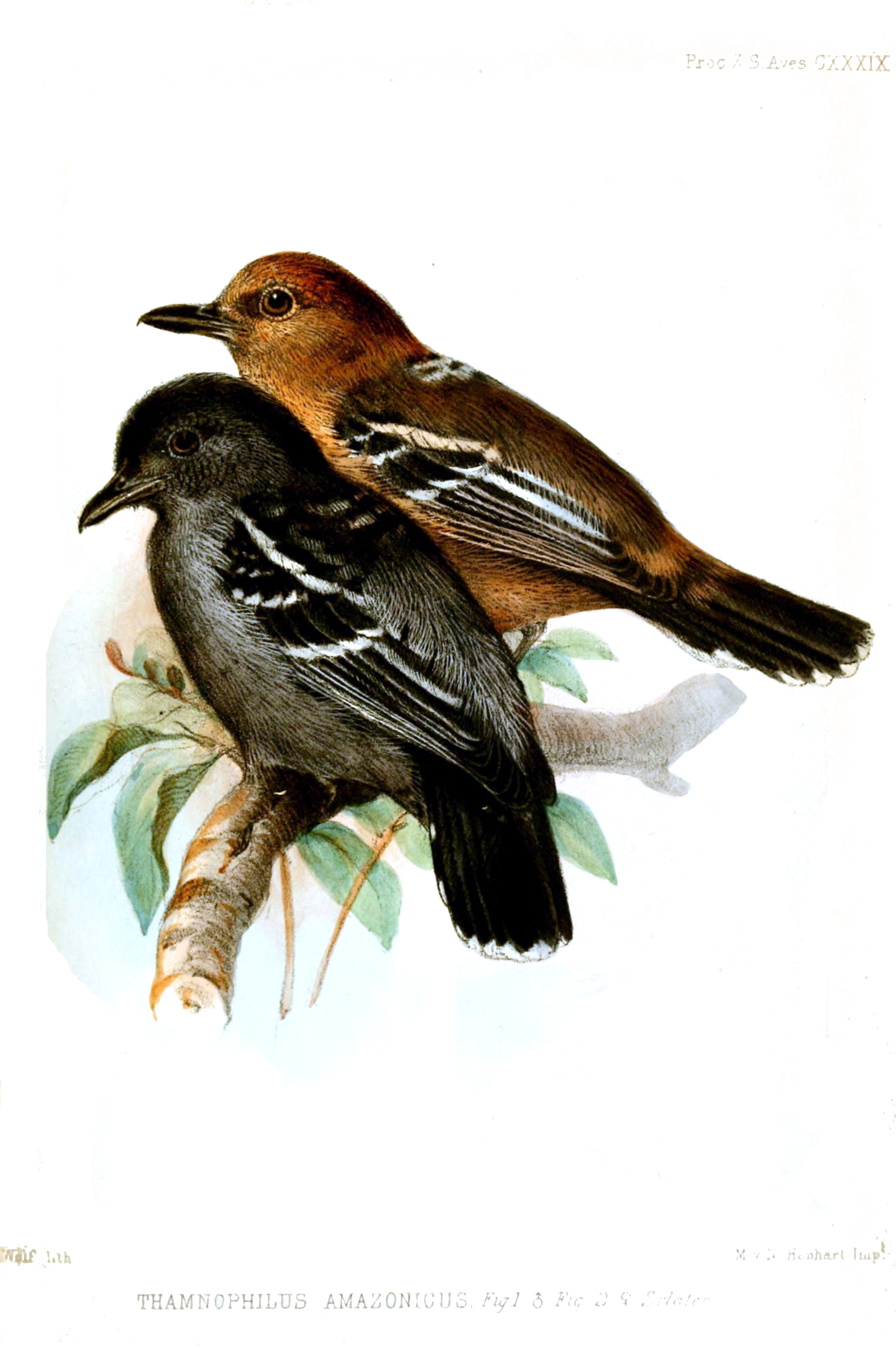
Thamnophilus amazonicus ilustración de Joseph Wolf, para Proceedings of the Zoological Society of London, 1858.

## Descripción
Mide 14 a 15 cm de longitud. El cuerpo del macho es gris, el de la hembra castaño rojizo, ambos con  alas y cola con pintas blancas y negras.

## Sistemática

### Descripción original
La especie T. amazonicus fue descrita por primera vez por el ornitólogo británico Philip Lutley Sclater en 1858 bajo el mismo nombre científico; localidad tipo «Río Yavarí, noreste de Perú».

### Etimología
El nombre genérico «Thamnophilus» deriva del griego «thamnos»: arbusto y «philos»: amante; «amante de arbustos»; y el nombre de la especie «amazonicus», proviene del latín: «de la Amazonia».

### Taxonomía
Los análisis moleculares indican que esta especie forma parte de un grupo con Thamnophilus melanonotus, T. melanothorax y el par hermanado entre T. insignis y T. divisorius. La subespecie cinereiceps es de apariencia bastante distinta en ambos sexos, pero no hay evidencias de diferencias vocales con las otras subespecies. Las diferencias de plumaje parecen ser clinales.

### Subespecies
Según la clasificación del Congreso Ornitológico Internacional (IOC) (Versión 7.2, 2017) y Clements Checklist v.2016, se reconocen 5 subespecies, con su correspondiente distribución geográfica:
- Thamnophilus amazonicus cinereiceps Pelzeln, 1868 – suroeste de Venezuela (oeste de  Amazonas), centro este de Colombia (Vichada y Meta hacia el sur hasta Caquetá y Vaupés) y noroeste de Brasil (ambas márgenes del alto río Negro y a lo largo de la margen occidental al sur del bajo río Solimões).
- Thamnophilus amazonicus divaricatus Mees, 1974 – extremo este de Venezuela (este de Bolívar), las Guayanas, y  noreste de Brasil all norte del río Amazonas (al este del río Branco y río Negro, hacia el este hasta el norte de Pará y Amapá).
- Thamnophilus amazonicus amazonicus Sclater, 1858 – sureste de Colombia (sur de Amazonas), extremo este de Ecuador (este de Orellana), este de Perú, oeste de Brasil al sur del Amazonas y oeste del Tapajós (sur de Amazonas y extremo oeste de Pará hacia el sur hasta Acre, Rondônia y oeste de Mato Grosso) y norte de Bolivia (Pando, norte de La Paz, norte de Beni, noreste de Santa Cruz).
- Thamnophilus amazonicus obscurus J. T. Zimmer, 1933 – centro sur de la Amazonia brasileña (sur de Pará entre los ríos Tapajós y Tocantins).
- Thamnophilus amazonicus paraensis Todd, 1927 – este del Tocantins en el este de Pará,oeste de Maranhão y norte de Tocantins.